# Vriesea soderstromii
Vriesea soderstromii är en gräsväxtart som beskrevs av Lyman Bradford Smith. Vriesea soderstromii ingår i släktet Vriesea och familjen Bromeliaceae. Inga underarter finns listade i Catalogue of Life.